# Lista de unidades federativas do Brasil por densidade demográfica

Mapa brasileiro por densidade demográfica em hab/km².

Lista de unidades federativas do Brasil por densidade demográfica segundo o IBGE com base nos dados do Censo Demográfico 2022 coletados até 25/12/2022, e dados do Censo 2010, Tabela 1.4.
| Posição | Unidade Federativa  | Área (km²)    | População (Censo 2010) | Densidade demográfica (Censo 2010) | População (Censo 2022) | Densidade demográfica (Censo 2022) |
| ------- | ------------------- | ------------- | ---------------------- | ---------------------------------- | ---------------------- | ---------------------------------- |
| 1       | Distrito Federal    | 5.760,783     | 2.570.160              | 444,66                             | 2.923.369              | 507,46                             |
| 2       | Rio de Janeiro      | 43.750,423    | 15.989.929             | 365,48                             | 16.615.526             | 379,78                             |
| 3       | São Paulo           | 248.219,481   | 41.262.199             | 166,23                             | 46.024.937             | 185,42                             |
| 4       | Alagoas             | 27.843,295    | 3.120.494              | 112,07                             | 3.125.254              | 112,24                             |
| 5       | Sergipe             | 21.926,908    | 2.068.017              | 94,31                              | 2.211.868              | 100,87                             |
| 6       | Pernambuco          | 98.068,021    | 8.796.448              | 89,70                              | 9.051.113              | 92,29                              |
| 7       | Espírito Santo      | 46.074,444    | 3.514.952              | 76,29                              | 3.975.100              | 86,27                              |
| 8       | Santa Catarina      | 95.730,921    | 6.248.436              | 65,27                              | 7.762.154              | 81,03                              |
| 9       | Paraíba             | 56.467,239    | 3.766.528              | 66,70                              | 4.030.961              | 71,38                              |
| 10      | Rio Grande do Norte | 52.809,602    | 3.168.027              | 59,99                              | 3.303.953              | 62,56                              |
| 11      | Ceará               | 148.894,757   | 8.452.381              | 56,77                              | 8.936.431              | 60,02                              |
| 12      | Paraná              | 199.305,236   | 10.444.526             | 52,40                              | 11.835.379             | 59,38                              |
| 13      | Rio Grande do Sul   | 281.707,151   | 10.693.929             | 37,96                              | 11.088.065             | 39,36                              |
| 14      | Minas Gerais        | 586.521,121   | 19.597.330             | 33,41                              | 20.732.660             | 35,35                              |
| 15      | Bahia               | 564.722,611   | 14.016.906             | 24,82                              | 14.659.023             | 25,96                              |
| 16      | Maranhão            | 329.642,170   | 6.574.789              | 19,95                              | 6.800.605              | 20,63                              |
| 17      | Goiás               | 340.125,715   | 6.003.788              | 17,65                              | 6.950.976              | 20,44                              |
| 18      | Piauí               | 251.616,823   | 3.118.360              | 12,39                              | 3.270.174              | 13,00                              |
| 19      | Mato Grosso do Sul  | 357.145,535   | 2.449.024              | 6,86                               | 2.833.742              | 7,93                               |
| 20      | Rondônia            | 237.765,233   | 1.562.409              | 6,57                               | 1.616.379              | 6,80                               |
| 21      | Pará                | 1.245.759,305 | 7.581.051              | 6,09                               | 8.442.962              | 6,78                               |
| 22      | Tocantins           | 277.720,404   | 1.383.445              | 4,98                               | 1.584.306              | 5,70                               |
| 23      | Amapá               | 142.470,762   | 669.526                | 4,70                               | 774.268                | 5,43                               |
| 24      | Acre                | 164.123,738   | 733.559                | 4,47                               | 829.780                | 5,05                               |
| 25      | Mato Grosso         | 903.206,997   | 3.035.122              | 3,36                               | 3.784.239              | 4,19                               |
| 26      | Roraima             | 224.273,831   | 450.479                | 2,01                               | 634.805                | 2,83                               |
| 27      | Amazonas            | 1.559.168,117 | 3.483.985              | 2,23                               | 3.952.262              | 2,53                               |